# Эмметт, Лайонел
Лайонел Чарльз Ренвик Эмметт (англ. Lionel Charles Renwick Emmett, 8 января 1913, Ачалпур, Британская Индия — 9 августа 1996, Колчестер, Восточная Англия) — индийский хоккеист на траве, нападающий. Олимпийский чемпион 1936 года.

## Биография
Лайонел Эмметт родился 8 января 1913 года в городе Ачалпур в Британской Индии (сейчас в Индии).
Учился в колледже Сент-Джордж в Массури, был лидером его хоккейной команды. Затем поступил в медицинский колледж в Калькутте. Играл в хоккей на траве за Бенгалию.
В 1936 году вошёл в состав сборной Индии по хоккею на траве на летних Олимпийских играх в Берлине и завоевал золотую медаль. Играл на позиции нападающего, провёл 1 матч, мячей не забивал.
Участвовал во Второй мировой войне в составе медицинского корпуса индийской армии, дослужился до звания подполковника. Удостоен ордена Британской империи, награждён Военным крестом.
После войны работал врачом общей практики на плантациях Ассама. Также занимался медицинскими исследованиями.
Увлекался охотой, имел лицензию на отстрел бродячих тигров и слонов.
Умер 9 августа 1996 года в британском городе Колчестер.